# Diaethria hypoxantha
Diaethria hypoxantha är en fjärilsart som beskrevs av Johannes Karl Max Röber 1927. Diaethria hypoxantha ingår i släktet Diaethria och familjen praktfjärilar. Inga underarter finns listade i Catalogue of Life.